# 申通快递

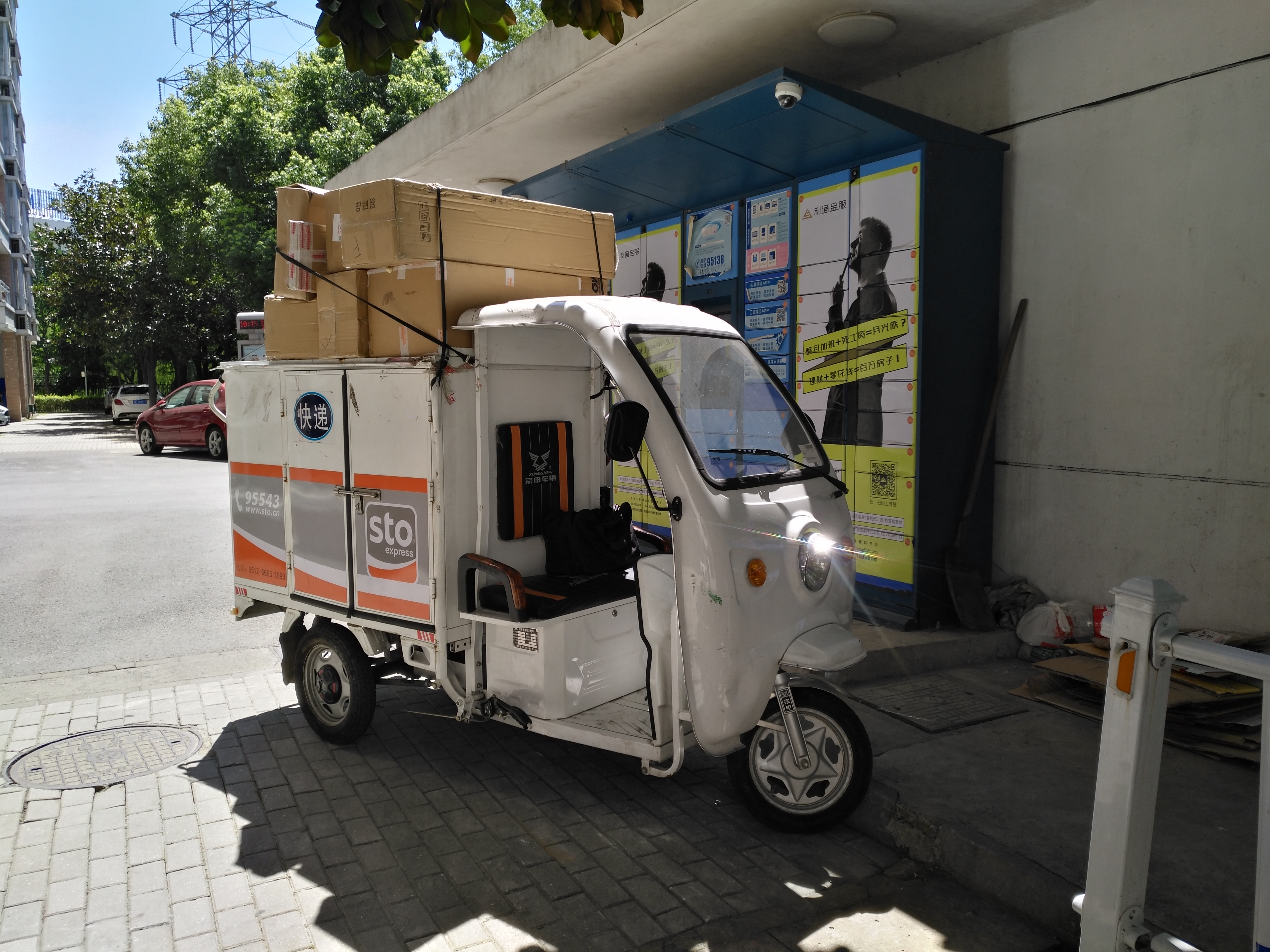
申通快递三轮车

申通快递股份有限公司成立于2007年，品牌创建于1993年，隶属于上海盛彤实业有限公司。是中国最早经营快递业务的品牌之一，也是中国大陆主流快递公司“三通一达”中的“通”之一。主要提供跨区域快递业务，中国大陆使用較多。集团主要通过加盟的形式与当地快递公司合作，形成一个较为松散的联盟，联盟内互相流通无需费用。近年来董事长陈德军考虑到公司的发展，逐步收编控制加盟网点，来提高公司的整体竞争力和服务标准。
2019年3月11日，阿里巴巴集團以46.65億元入股申通快遞控股股東德殷投資49%股權。
公司董事长是陈德军，浙江杭州市桐庐县钟山乡子胥村人。

## 主要股東
| 名次 | 股东名称                                               | 持股数(股) | 持股比例 |
| ---- | ------------------------------------------------------ | ---------- | -------- |
| 1    | 浙江菜鸟供应链管理有限公司                             |            | 25%      |
| 2    | 上海恭之润实业发展有限公司                             |            | 16.1%    |
| 3    | 上海德殷投资控股有限公司                               |            | 7.76%    |
| 4    | 上海德润二实业发展有限公司                             |            | 4.9%     |
| 5    | 陈德军（申通快遞董事長）                               |            | 3.38%    |
| 6    | 陈小英                                                 |            | 2.65%    |
| 7    | 上海高毅资产管理合伙企业(有限合伙)-高毅邻山1号远望基金 |            | 2.29%    |
| 8    | 香港中央结算有限公司                                   |            | 1.56%    |
| 9    | 申通快递股份有限公司-第一期员工持股计划                |            | 1.28%    |
| 10   | 珠海市天阔投资合伙企业(有限合伙)                       |            | 1.19%    |
| 合計 | 截至2023年9月前十大股东                                |            | 66.11%   |

## 爭議
2016年12月29日，界首市一王姓男子通过当地申通快递营业点寄送一部价值7188元人民币的手机。两天后收件人发现手机被盗并拒绝签收，此后该包裹被退回发件人。发件人发现包裹受损严重，快递员承认是运输途中损坏。由申通快递提供的信息显示：包裹被揽收时重0.6千克，而12月31日到达广州中转部时重量为0.3千克。申通快递最初称：由于寄送时发件人并未选择保价服务，故只能赔偿五倍运费，即50元人民币。经发件人多次投诉后，快递公司称正在沟通，争取协调处理。

## 外部連結
- 申通快遞官網 （页面存档备份，存于）